# Нансе (коммуна)
Нансе́ (фр. Nançay) — коммуна во Франции, находится в регионе Центр. Департамент — Шер. Входит в состав кантона Вьерзон-2. Округ коммуны — Вьерзон.
Код INSEE коммуны — 18159.

## География
Коммуна расположена приблизительно в 170 км к югу от Парижа, в 65 км южнее Орлеана, в 34 км к северо-западу от Буржа.
По территории коммуны протекает река Рер.

## Население
| Год  | Численность | Численность |
| ---- | ----------- | ----------- |
| 1968 | 753         | [ 7 ]       |
| 1975 | 698         | [ 7 ]       |
| 1982 | 748         | [ 7 ]       |
| 1990 | 784         | [ 7 ]       |
| 1999 | 738         | [ 7 ]       |
| 2006 | 842         | [ 7 ]       |
| 2011 | 880         | [ 7 ]       |
| 2013 | 888         |             |
| 2015 | 874         | [ 8 ]       |
| 2016 | 882         | [ 9 ]       |
| 2017 | 832         | [ 10 ]      |
| 2018 | 825         | [ 11 ]      |
| 2019 | 820         | [ 12 ]      |
| 2020 | 813         | [ 13 ]      |
| 2021 | 787         | [ 14 ]      |
| 2022 | 768         | [ 4 ]       |

## Экономика
В 2007 году среди 535 человек в трудоспособном возрасте (15-64 лет) 368 были экономически активными, 167 — неактивными (показатель активности — 68,8 %, в 1999 году было 73,5 %). Из 368 активных работали 343 человека (177 мужчин и 166 женщин), безработных было 25 (8 мужчин и 17 женщин). Среди 167 неактивных 39 человек были учениками или студентами, 84 — пенсионерами, 44 были неактивными по другим причинам.

## Достопримечательности
- Замок Нансе (XV век). Исторический памятник с 1986 года[16]
- Церковь Сен-Лорьян (местночтимого святого Лавриана) (1624 год)
- Радиоастрономическая станция с крупным радиотелескопом и радиогелиографом (32 антенны диаметром 5 м), открыта в 1965 году.

## Фотогалерея

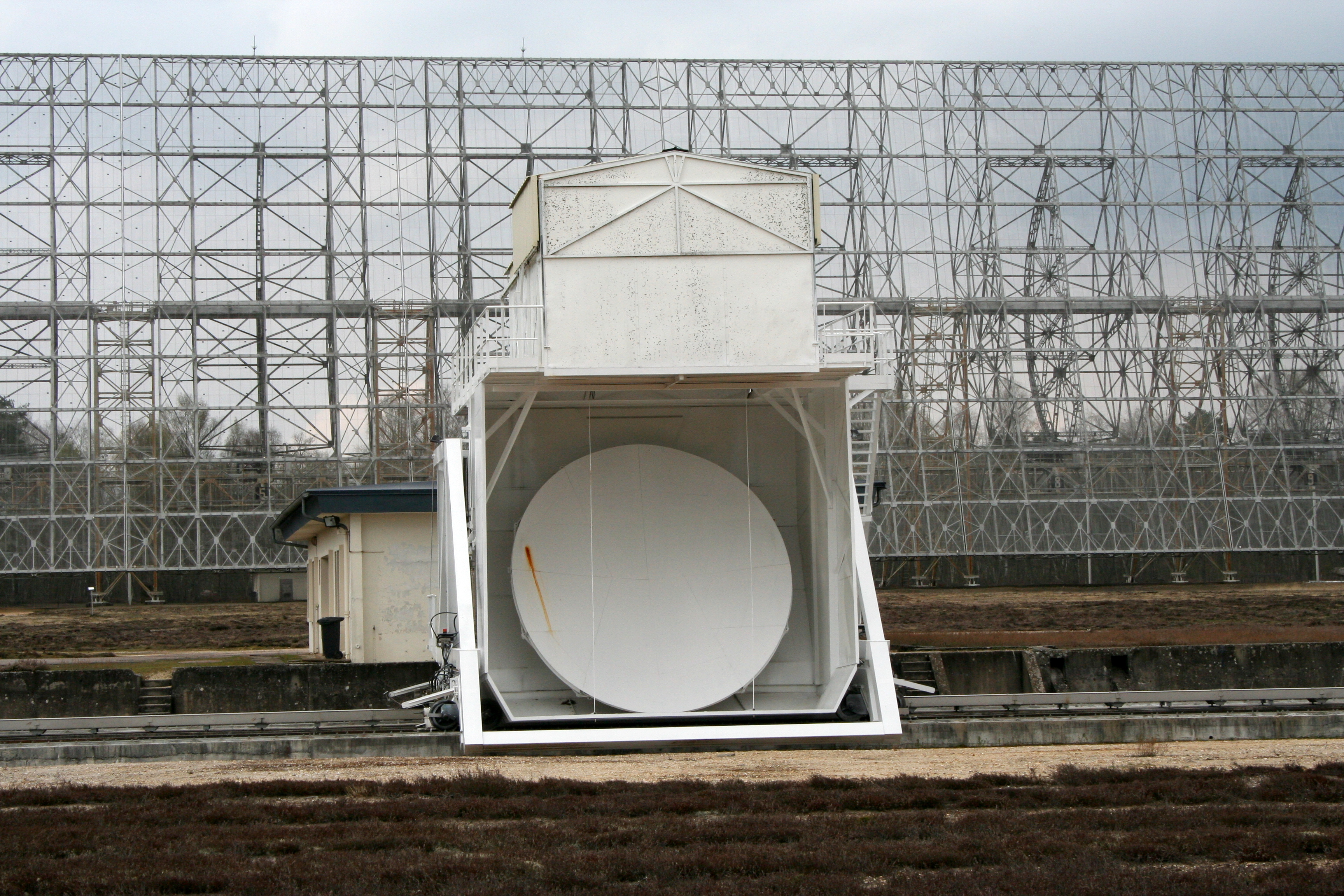
Радиотелескоп
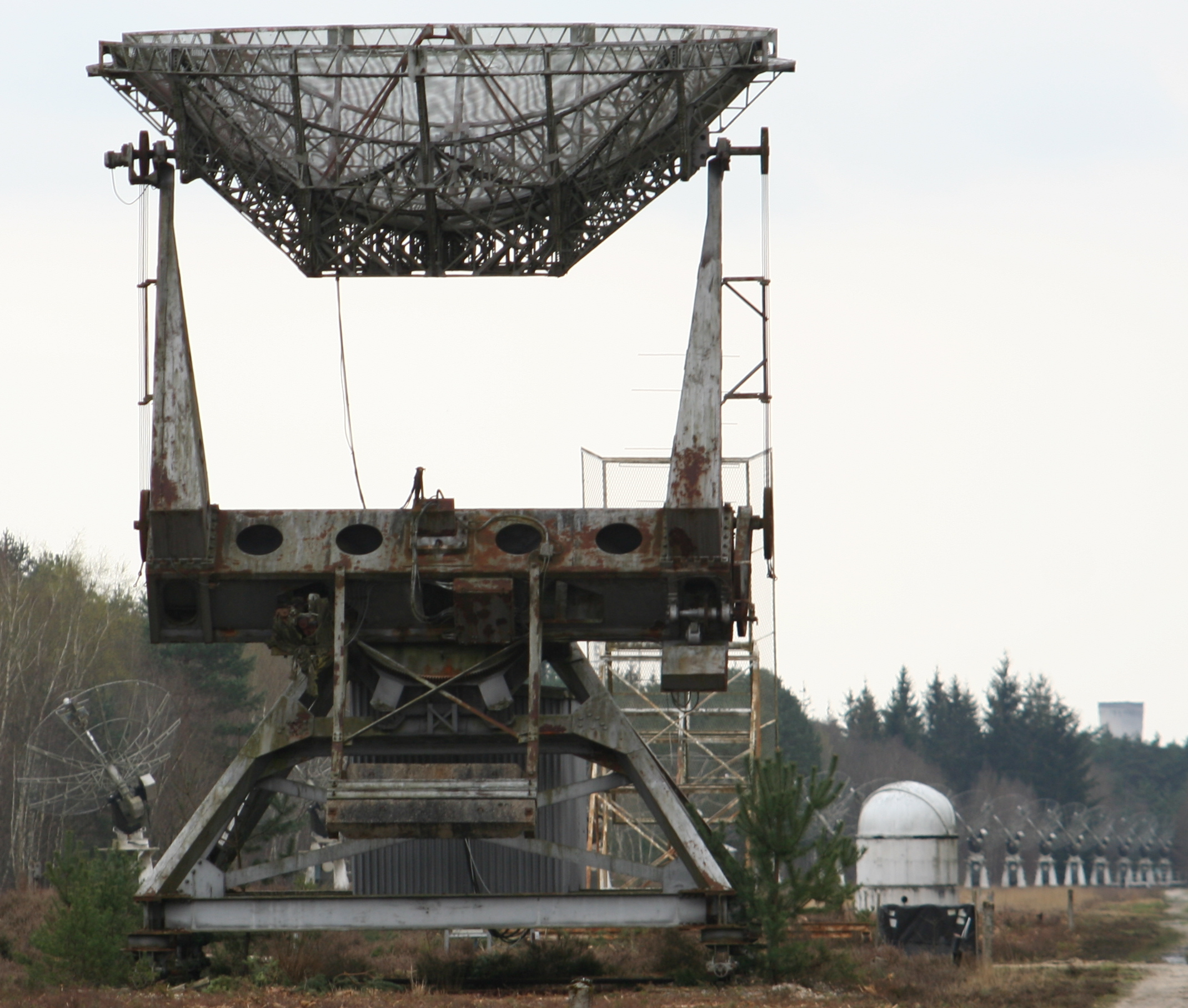
Радиотелескоп
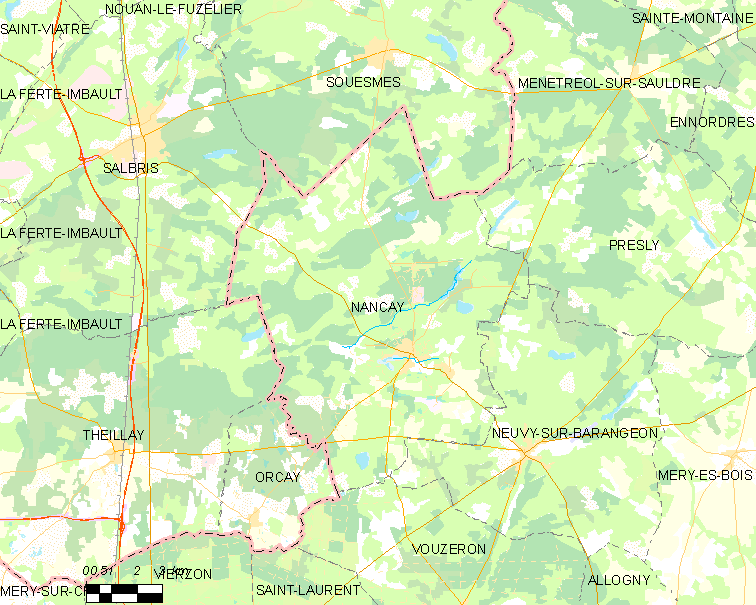
Карта коммуны